# Sent Feliç de Bordelha
Sent Feliç de Bordelha (en francès Saint-Félix-de-Bourdeilles) és un municipi francès situat al departament de la Dordonya i a la regió de la Nova Aquitània.

## Demografia
| 1962                                       | 1968 | 1975 | 1982 | 1990 | 1999 | 2007 |
| ------------------------------------------ | ---- | ---- | ---- | ---- | ---- | ---- |
| 105                                        | 85   | 85   | 61   | 53   | 58   | 72   |
| Des de 1962: població sense dobles comptes |      |      |      |      |      |      |

## Administració
| Període | Identitat           | Partit |
| ------- | ------------------- | ------ |
| 1985-   | Philippe de Courcel | UMP    |